# The Quinceville Raffle
The Quinceville Raffle è un cortometraggio muto del 1911 prodotto dalla Essanay di Chicago. Il nome del regista non viene riportato nei credit.

## Produzione
Il film fu prodotto dalla Essanay Film Manufacturing Company.

## Distribuzione
Distribuito dalla General Film Company, il film uscì nelle sale cinematografiche USA il 1º dicembre 1911. Nelle proiezioni, veniva programmato con il sistema dello split reel, accorpato in un'unica bobina con un altro cortometraggio prodotto dall'Essanay, la commedia The Girl in the Taxi.